# 황금펀치
《황금펀치》는 대한민국의 TV조선의 프로그램이다. 경제적 이슈를 다루는 프로그램이다. 2012년 9월 17일~2015년 5월 30일 매주 월~토요일 오후 6시 10분 방영되었다.

## 역대 진행자
- 2012년 9월 17일~2014년 2월 15일: 박찬희 중앙대학교 경영학부 교수, 정혜전 TV조선 보도본부 경제부 차장 기자
- 2014년 2월 17일~2014년 8월 15일: 정혜전 TV조선 보도본부 경제부 차장 기자(월~화), 이봉규 시사평론가(수~목), 강용석 변호사, 김자민 TV조선 보도본부 정치부 기자(금~토)
- 2014년 8월 17일: 이봉규 시사평론가(월~금), 민영삼 포커스컴파니 전략연구원장, 김자민 TV조선 보도본부 정치부 기자(토)

## 타이틀 변천사
- 2012년 9월 17일~12월 28일(경제펀치)
- 2012년 12월 31일~2015년 5월 30일